# (37802) 1997 XD11
(37802) 1997 XD11 est un astéroïde aréocroiseur découvert en 1997.

## Description
(37802) 1997 XD11 a été découvert le 3 décembre 1997 à l'observatoire de Kitt Peak, situé dans l'Arizona (États-Unis), par le projet Spacewatch de l’université de l'Arizona.

### Caractéristiques orbitales
L'orbite de cet astéroïde est caractérisée par un demi-grand axe de 2,22 ua, un périhélie de 1,51 ua, une excentricité de 0,32 et une inclinaison de 6,12° par rapport à l'écliptique. Du fait de ces caractéristiques, à savoir un demi-grand axe inférieur à 3,2 ua et un périhélie compris entre 1,3 et 1,666 ua, il croise l'orbite de Mars et est classé, selon la JPL Small-Body Database, comme astéroïde aréocroiseur (aréo venant de Arès).

### Caractéristiques physiques
(37802) 1997 XD11 a une magnitude absolue (H) de 15,2 et un albédo estimé à 0,039.